# František Mandík
František Mandík (5. května 1890 Praha – 3. října 1941 Praha) byl za první světové války příslušníkem československých legií v Itálii a po návratu do vlasti pracoval jako úředník na ministerstvu. Za protektorátu se spolu se svojí manželkou Marií zapojil do protiněmeckého odporu. Kromě ilegální odbojové organizace Kapitán Nemo pomáhal i členům vojenské podzemní organizace Obrana národa jakož i členům Ústředního vedení odboje domácího. Z bytu manželů Mandíkových v Horní ulici v Praze Nuslích vysílali radiotelegrafisté operující na radiostanicích Sparta I a II. Avšak spolupráce s radistou Františkem Peltánem ze zpravodajsko-sabotážní skupiny Tři králové se Mandíkovým stala osudnou. Zaměření radiostanice německou odposlechovou službou a následný zátah (28. června 1941) vyústil v zatčení Františka Mandíka i jeho manželky Marie Mandíkové. Zatímco Marie byla vězněna do konce druhé světové války v KT v Ravensbrücku (ale válku přežila), František byl za odbojovou činnost odsouzen k trestu smrti a popraven zastřelením 3. října 1941 v Ruzyňských kasárnách v Praze.

## Stručný životopis
Narodil se v rodině strojníka z Buben (v té době již Praha VII) Josefa Mandíka (1860–1910) a jeho manželky Františky, rozené Žákové (1860–??). Rodina žila v Bubnech, František Mandík byl jejich jediný syn. Učil se pekařem, pracoval jako zřízenec státní dráhy.
Po vypuknutí první světové války byl František Mandík povolán do rakousko-uherské armády a sloužil zde v hodnosti vojína. Do zajetí padl dne 19. listopadu 1915 u San Michel. Do československých legií v Itálii se přihlásil 17. dubna 1917 v Padule.  V legiích byl zařazen k 33. pěšímu pluku. Legie opustil (byl demobilizován) k 7. únoru 1923 s hodností desátníka. Po návratu do vlasti pracoval František Mandík jako úředník na Ministerstvu obrany a později působil v Památníku národního osvobození. Po nastolení Protektorátu Čechy a Morava, když Němci Památník na Vítkově uzavřeli, byl František Mandík přeložen na Ministerstvo školství. František Mandík za protektorátu bydlel se svojí manželkou Marií Mandíkovou v rohovém domě v Praze-Nuslích (na adrese: Horní 1466/10, 140 00 Praha 4 – Nusle). Jeho koníčkem byl chov holubů (holubářství) a rovnou z práce chodíval do Božetěchovy ulice, kde měl holubník. (vzdálenost obou míst, ulic Horní a Božetěchovy, je něco málo přes jeden kilometr.) Pod zdánlivou maskou všední rodiny Mandíkových se ale ukrývaly nelegální aktivity.

### Odbojová činnost

#### Kapitán Nemo
Manželé Mandíkovi působili v ilegální odbojové organizaci Kapitán Nemo. Ta byla založena krátce po 15. březnu 1939 doktorem Karlem Nejedlým. Ten původně pracoval jako zaměstnanec šifrovacího oddělení ministerstva zahraničních věcí. Ilegální organizace Kapitán Nemo se orientovala na zpravodajskou činnost. Opírala se o síť spolupracovníků, kteří byli dislokováni v ústředních úřadech, zbrojovkách, mezi zaměstnanci pošt a v řadách příslušníků protektorátní policie. Kromě sběru dat podzemní organizace Kapitán Nemo zajišťovala rovněž útěky osob za hranice protektorátu, distribuovala (kolportovala) ilegální tiskoviny a všemožně pomáhala rodinám vlastenců, kteří byli pronásledováni gestapem.
O odvaze a odhodlanosti manželů Františka a Marie Mandíkových svědčí fakt, že po zatčení správce kostela svatého Václava ve Vršovicích, kde se v sákristii scházelo vedení pražské organizace Kapitán Nemo, poskytli svůj byt na nějaký čas k ilegálním schůzkám vedení této pražské pobočky.

#### Obrana národa a ÚVOD
V bytě Marie a Františka Mandíkových se od začátku německé okupace ukrývali a pracovali odbojáři a konaly se zde schůzky představitelů ilegálních organizací: Obrana národa (ON) a ÚVOD. Docházel sem například generál Bedřich Homola nebo plukovník Josef Churavý.

#### Ilegální vysílání
František Mandík se podílel i na ilegálním vysílání radiostanic Sparta I. Bylo to v době, kdy jejich radiotelegrafista Jindřich Klečka (po útěku z pražských Hodkoviček dne 7. května 1941) krátce našel azyl v bytě u Mandíků.
Dne 14. května 1941 přišel k Mandíkům (s plukovníkem Josefem Churavým) štábní kapitán Václav Morávek. Plukovník Josef Churavý (odbojové krycí jméno "Vlk") vyjednal u Mandíků pro štábního kapitána Václava Morávka a radiotelegrafistu četaře Františka Peltána možnost umístit zde ilegální vysílačku Sparta II určenou pro radiové spojení domácího odboje s Londýnem. Z bytu tedy od 25. června roku 1941 vysílali radista Sparty II František Peltán a štábní kapitán Václav Morávek.

#### Zátah gestapa
V sobotu 28. června 1941 se v bytě u Mandíků zastavil (již poněkolikáté v uplynulých čtyřech dnech) plukovník Churavý. Nikdo z přítomných netušil, že právě toho dne byla Peltánova ilegální vysílačka Sparta II zaměřena funkabwehrem. Po odchodu plukovníka Josefa Churavého a štábního kapitána Václava Morávka od Mandíků došlo k obsazení Horní ulice gestapem. Radiotelegrafista František Peltán duchapřítomně na poslední chvíli unikl z obklíčení a vyhnul se zatčení v přestrojení za železničáře, ale manželé Mandíkovi byli gestapem zatčeni právě v okamžiku, kdy spalovali radiové depeše. Při důkladné domovní prohlídce byla zamaskovaná vysílačka v kufříku objevena v úkrytu na balkoně, který patřil Mandíkovým.

### Dohry
Ještě téhož dne večer (v sobotu 28. června 1941) se sešel štábní kapitán Václav Morávek s Františkem Peltánem v krejčovském salonu na Vinohradech u Magdy Rezkové.
František Mandík byl popraven za odbojovou činnost dne 3. října 1941 (ve stejný den a na stejném místě jako byl popraven podplukovník Josef Balabán) při prvním stanném právu v 16,15 hodin v jízdárně Ruzyňských kasáren v Praze.  Marie Mandíková byla až do konce druhé světové války vězněna v KT v Ravensbrücku jako číslo 8028 na bloku číslo 8, ale druhou světovou válku přežila (společně s ostatními ženami z okolí radiostanic Sparta I a Sparta II).

## Pamětní deska

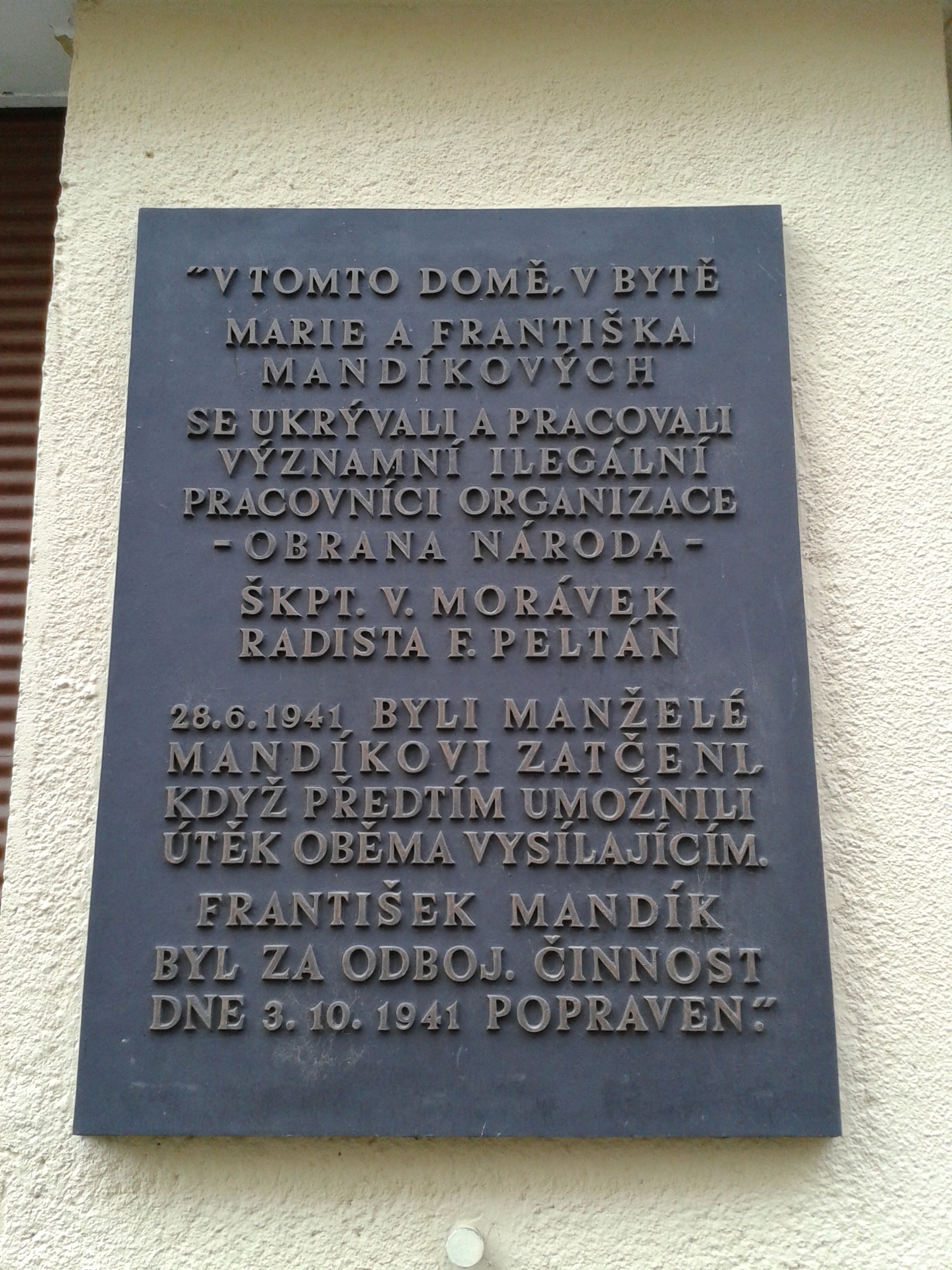
Bronzová pamětní deska na rohovém domě v Horní ulici 1466/10 v Praze 4 – Nuslích byla odhalena 3. října 1968

Na pamětní desce je nápis: "V TOMTO DOMĚ, V BYTĚ / MARIE A FRANTIŠKA / MANDÍKOVÝCH / SE UKRÝVALI A PRACOVALI / VÝZNAMNÍ ILEGÁLNÍ / PRACOVNÍCI ORGANIZACE / – OBRANA NÁRODA – / ŠKPT. V. MORÁVEK / RADISTA F. PELTÁN // 28.6. 1941 BYLI MANŽELÉ / MANDÍKOVI ZATČENI, / KDYŽ PŘEDTÍM UMOŽNILI / ÚTĚK OBĚMA VYSÍLAJÍCÍM. // FRANTIŠEK MANDÍK / BYL ZA ODBOJ. ČINNOST / DNE 3. 10. 1941 POPRAVEN."